# كامل الوزير
الفريق كامل عبد الهادي فرج الوزير (1957 - ) عسكري وسياسي مصري يشغل منصبي نائب رئيس مجلس الوزراء للتنمية الصناعية ووزير الصناعة في حكومة مصطفى مدبولي الثانية منذ 3 يوليو 2024 ومنصب وزير النقل منذ 11 مارس 2019 في حكومتي مدبولي الأولى والثانية

## التأهيل العلمي والعسكري
- تخرج الوزير من الكلية الفنية العسكرية الدفعة 17 في 1 يوليو 1980 «تخصص إنشاءات»
- ماجستير العلوم العسكرية - كلية القادة والأركان.
- زمالة كلية الحرب العليا - أكاديمية ناصر العسكرية العليا.
- الدورة العليا لكبار القادة - أكاديمية ناصر العسكرية العليا.

## حياته المهنية
- تدرج في العمل داخل الهيئة الهندسية والتحق بجميع الوظائف القيادية في سلاح المهندسين بالقوات المسلحة.
- وصل إلى مدير سلاح المهندسين واستمر في العمل به 3 سنوات.
- في يوليو 2014 تم تكليفه رئيسا لأركان الهيئة الهندسية للقوات المسلحة.[2]
- في ديسمبر 2015 رقي إلى منصب رئيس الهيئة الهندسية للقوات المسلحة.[3]
- في مارس 2019 تولي منصب وزير النقل ورقي إلى رتبة فريق.

## المشاريع التي أشرف على تنفيذها
- المشرف العام على مشروع حفر قناة السويس الجديدة.
- المشرف العام على تطوير هضبة الجلالة بالعين السخنة.
- المشرف العام على حفر القناة الجانبية بميناء شرق بورسعيد.
- المشرف علي مشروع انفاق قناة السويس
- اشرف علي تنفيذ الشبكة القومية للطرق
- اشرف علي تنفيذ الحي الحكومي بالعاصمة الادارية الجديدة
- اشرف علي تنفيذ العديد من محطات المعالجة والتحلية لمياه البحر
- اشرف علي تنفيذ المتحف المصري الجديد
- اشرف علي تطوير مناطق عشوائية الوراق وعزبة البرج ومثلث ماسبيرو .
- اشرف علي المشروع القومي لتطوير البحيرات المصرية
- المشرف العام على محور روض الفرج.

## الأوسمة والأنواط والميداليات
- ميدالية الخدمة الطويلة والقدوة الحسنة.
- نوط الخدمة الممتازة.